# AFC Champions League Two
Die AFC Champions League Two ist ein Wettbewerb für asiatische Fußball-Vereinsmannschaften, der von der Asian Football Confederation (AFC) organisiert wird. Sie bildet im Rahmen des jährlich ausgetragenen Asienpokals nach der AFC Champions League Elite und vor der AFC Challenge League den zweitwichtigste Kontinentalwettbewerb für Vereinsmannschaften in Asien. Ähnlich wie bei der Champions League Elite sind im Unterschied zur UEFA Europa League nicht alle Mitgliedsverbände der AFC teilnahmeberechtigt.
Der Wettbewerb wurde zunächst von 2004 bis 2024 als AFC Cup bezeichnet und wird ab der Saison 2024/25 unter der neuen Bezeichnung AFC Champions League Two weitergeführt.
Rekordsieger dieses Wettbewerbs sind der kuwaitische Verein al Kuwait SC und der irakische Verein al-Quwa al-Dschawiya mit jeweils drei Titelgewinnen. Dahinter rangieren al-Faisaly aus Jordanien und der Muharraq Club aus Bahrain mit je zwei Erfolgen. Mit insgesamt vier Siegen liegt Kuwait auch im Nationenvergleich vorne. Auf dem geteilten zweiten Platz folgen der Irak und Jordanien (je 3). Aktueller Titelverteidiger in der Saison 2025/26 ist der emiratische Verein Sharjah FC.

## Geschichte

### 2004 bis 2008 – Anfänge
| Saison  | Sieger des AFC Cups                   |
| ------- | ------------------------------------- |
| 2004    | al-Dschaisch                          |
| 2005    | al-Faisaly                            |
| 2006    | al-Faisaly (2)                        |
| 2007    | Shabab al-Ordon                       |
| 2008    | Muharraq Club                         |
| 2009    | al Kuwait SC                          |
| 2010    | al-Ittihad                            |
| 2011    | Nasaf Karschi                         |
| 2012    | al Kuwait SC (2)                      |
| 2013    | al Kuwait SC (3)                      |
| 2014    | al Qadsia Kuwait                      |
| 2015    | Johor Darul Ta’zim FC                 |
| 2016    | al-Quwa al-Dschawiya                  |
| 2017    | al-Quwa al-Dschawiya (2)              |
| 2018    | al-Quwa al-Dschawiya (3)              |
| 2019    | al Ahed                               |
| 2020    | Wegen der Corona-Pandemie abgebrochen |
| 2021    | Muharraq Club (2)                     |
| 2022    | al-Seeb Club                          |
| 2023/24 | Central Coast Mariners                |
| Saison  | Sieger der AFC Champions League Two   |
| 2024/25 | Sharjah FC                            |
| 2025/26 |                                       |

Logo des AFC Cups

Mit der Restrukturierung der asiatischen Wettbewerbe im Jahr 2004 wurde den Vereinen aus den 14 stärksten Verbänden gestattet, in der damaligen AFC Champions League zu spielen. Für die Mannschaften des „mittleren Segments“ wurde nun der AFC Cup eingeführt, in diesem Wettbewerb konnten diese Verbände ihre jeweiligen Landesmeister und Pokalsieger antreten lassen. Der Hintergrund für diese Aufteilung war gemäß Verband der große Unterschied zwischen den Vereinen der schwachen und starken Verbände, der in der Vergangenheit zu haushohen Niederlagen für die „kleinen“ Klubs geführt hat. Das Teilnehmerfeld im AFC Cup sollte durch diesen Modus ausgeglichener sein.

### 2008 bis 2016 – Teilnehmeraufstockungen
Im Jahre 2008 fand eine weitere Neustrukturierung der asiatischen Turniere statt. Da die Ligen aus Kuwait, Syrien und dem Irak die neuen Voraussetzungen für die Champions League nicht erfüllten, spielten ihre beiden Vertreter ab 2009 im AFC Cup. Mit den Veränderungen wurde das Teilnehmerfeld von bisher 20 auf 32 Mannschaften erhöht. Das Finale wurde ab 2009 in einem Spiel entschieden.
Mit der letztmaligen Ausspielung des damaligen AFC President’s Cup 2014 waren ab 2015 auch die bisher in diesem Wettbewerb mit ihren Klubs vertretenden Länder für den Wettbewerb startberechtigt. Für eben diese Mannschaften wurden im Herbst 2015 und 2016 für die nächste Saison jeweils eine zusätzliche zentral ausgetragene Qualifikationsrunde eingeführt. Die beiden Finalisten qualifizierten sich, sofern sie die vor allem wirtschaftlichen Voraussetzungen für die Teilnahme erfüllen, für die Qualifikation der AFC Champions League des nächsten Jahres.

### 2017 bis 2024 – Umstrukturierungen auf fünf Regionen
Im November 2016 gab die AFC eine weitere Umstrukturierung des AFC Cups bekannt. Die zuvor praktizierte Aufteilung des Wettbewerbs bis einschließlich dem Halbfinale in die West- und Ostregion werde nun eine Aufteilung nach fünf Regionen stattfinden. Diese Regionen entsprachen den fünf Regionalverbänden der AFC, die WAFF für Westasien, die CAFA für Zentralasien, die SAFF für Südasien, die AFF für Südostasien und die EAFF für Ostasien.
In der Gruppenphase erhielten die West- und die Südostregion aufgrund ihrer Größe jeweils drei Gruppen die anderen je eine bis zwei. Die Teilnehmeranzahl stieg so von 32 auf 36. Auch die Finalrunde wurde grundlegend verändert. So spielten die beiden größeren Regionen erstmal untereinander ihren Regionsmeister aus. Der Meister aus dem Westen qualifizierte sich direkt für das Finale, der aus dem Südosten musste noch gegen die anderen drei Regionsmeister spielen. So standen sich im Finale immer ein Verein aus der Westregion und einer aus den anderen drei Regionen gegenüber.

### Ab 2024 – Fortführung unter neuem Namen
Bereits Ende Dezember 2022 gab die AFC eine erneute Umstrukturierung der bisherigen Kontinentalwettbewerbe für Vereinsmannschaften bekannt, worunter auch die Wiedereinführung eines dritten asiatischen Wettbewerbs gehörte. Zusammen mit den anderen beiden Turnieren erhielt auch der zweite Wettbewerb mit AFC Champions League Two einen neuen Namen, wobei die AFC ihn als Fortsetzung des früheren AFC Cups sieht. An der Champions League Two werden wie auch am AFC Cup die mittleren Verbände teilnehmen, während die besten für die Champions League Elite und die schwächsten für die Challenge League startberechtigt sind.

## Finanzen
In der Saison 2015 erhielt jeder Verein, der zu einem Auswärtsspiel reiste, eine finanzielle Unterstützung. Diese lag von der Play-off-Runde an konstant bei 20.000 US-Dollar. Anders als bei der Champions League erhielt beim AFC Cup nur der Pokalsieger (350.000 Dollar) und der unterlegene Finalist (250.000 Dollar) ein Preisgeld. Dort waren mit 1,5 Millionen bzw. 750.000 Dollar auch die Honorierungen deutlich höher.
Für die Spielzeit 2016 wurden neue Honorierungen eingeführt und die bisherigen erhöht. Für das Erreichen des Achtelfinale wurden 15.000 US-Dollar ausbezahlt, für das Viertelfinale 25.000 Dollar und für das Halbfinale 40.000 Dollar. Die Preisgelder für den Pokalsieger und den unterlegenen Finalisten wurden auf 1 bzw. 0,5 Millionen Dollar erhöht. Die Gesamtmenge an möglichen Prämien betrug damit 1,08 Millionen Dollar.

## Statistik

### Ranglisten

#### Nach Vereinen
In der Geschichte der AFC Champions League Two errangen 13 verschiedene Vereine den Titel. Am erfolgreichsten waren der al Kuwait SC und al-Quwa al-Dschawiya mit jeweils drei Titeln. Sieben Vereine triumphierten bei ihrer ersten Teilnahme: al-Dschaisch (2004 bei der ersten Austragung), al-Faisaly (2005), Shabab al-Ordon (2007), al Kuwait SC (2009), al-Ittihad (2010), al-Quwa al-Dschawiya (2016), Central Coast Mariners (2023/24) und Sharjah FC (2024/25).
Bisher konnte mit al-Quwa al-Dschawiya ein Verein zweimal hintereinander seinen Titel aus dem Vorjahr verteidigen. Zwei weitere Vereine (al-Faisaly und al Kuwait SC) schafften dies jeweils einmal.
| Rang | Verein                 | Titel | Finale | Quote |
| ---- | ---------------------- | ----- | ------ | ----- |
| 01   | al Kuwait SC           | 3     | 4      | 075 % |
| 02   | al-Quwa al-Dschawiya   | 3     | 3      | 100 % |
| 03   | al-Faisaly             | 2     | 3      | 067 % |
|      | Muharraq Club          | 2     | 3      | 067 % |
| 05   | al Qadsia Kuwait       | 1     | 3      | 033 % |
| 06   | al Ahed                | 1     | 2      | 050 % |
|      | Nasaf Karschi          | 1     | 2      | 050 % |
| 08   | al-Dschaisch           | 1     | 1      | 100 % |
|      | al-Ittihad             | 1     | 1      | 100 % |
|      | al-Seeb Club           | 1     | 1      | 100 % |
|      | Central Coast Mariners | 1     | 1      | 100 % |
|      | Johor Darul Ta’zim FC  | 1     | 1      | 100 % |
|      | Shabab al-Ordon        | 1     | 1      | 100 % |
|      | Sharjah FC             | 1     | 1      | 100 % |
| 14   | Erbil SC               |       | 2      | 000 % |
|      | FC Istiklol            |       | 2      | 000 % |
| 15   | 25. April SC           |       | 1      | 000 % |
|      | al-Karama              |       | 1      | 000 % |
|      | Altyn Asyr FK          |       | 1      | 000 % |
|      | al-Wahda               |       | 1      | 000 % |
|      | Bengaluru FC           |       | 1      | 000 % |
|      | Kuala Lumpur City FC   |       | 1      | 000 % |
|      | Lion City Sailors      |       | 1      | 000 % |
|      | Nejmeh Club            |       | 1      | 000 % |
|      | Safa SC Beirut         |       | 1      | 000 % |

#### Nach Ländern
Bislang konnten Vereine aus zehn Ländern den Wettbewerb gewinnen. Die Klubs aus Kuwait führen mit insgesamt vier Erfolgen diese Wertung vor den irakischen und jordanischen Vereine auf Rang 2 und 3 mit jeweils drei Titeln an. Auf Platz 4 befinden sich syrische und bahrainische Klubs mit je zwei Titeln, gefolgt von Vereinen aus Australien, dem Libanon, Malaysia, Usbekistan und den Vereinigten Arabischen Emiraten mit jeweils einem Titel.
Die meisten Finalteilnahmen, nämlich sieben, haben kuwaitische Vereine vorzuweisen.
| Rang | Land               | Titel | Vereine (kursiv: Finalisten ohne Titelgewinn) | Finale | Quote |
| ---- | ------------------ | ----- | --------------------------------------------- | ------ | ----- |
| 1    | Kuwait             | 4     | al Kuwait SC, al Qadsia Kuwait                | 7      | 057 % |
| 2    | Irak               | 3     | al-Quwa al-Dschawiy Erbil SC                  | 5      | 060 % |
| 3    | Jordanien          | 3     | al-Faisaly, Shabab al-Ordon                   | 4      | 075 % |
| 4    | Syrien             | 2     | al-Dschaisch, al-Ittihad al-Karama, al-Wahda  | 4      | 050 % |
| 5    | Bahrain            | 2     | Muharraq Club                                 | 3      | 067 % |
| 6    | Libanon            | 1     | al Ahed Nejmeh Club, Safa SC Beirut           | 4      | 025 % |
| 7    | Malaysia           | 1     | Johor Darul Ta’zim FC Kuala Lumpur City FC    | 2      | 050 % |
|      | Usbekistan         | 1     | Nasaf Karschi                                 | 2      | 050 % |
| 9    | Australien         | 1     | Central Coast Mariners                        | 1      | 100 % |
|      | Oman               | 1     | al-Seeb Club                                  | 1      | 100 % |
|      | Ver. Arab. Emirate | 1     | Sharjah FC                                    | 1      | 100 % |
| 12   | Tadschikistan      |       | FC Istiklol                                   | 2      | 000 % |
| 12   | Indien             |       | Bengaluru FC                                  | 1      | 000 % |
|      | Nordkorea          |       | 25. April SC                                  | 1      | 000 % |
|      | Singapur           |       | Lion City Sailors                             | 1      | 000 % |
|      | Turkmenistan       |       | Altyn Asyr FK                                 | 1      | 000 % |

### Rekordtorschützen
Führend in der Liste der Rekordtorschützen ist der Jordanier Mahmoud Shelbaieh mit 34 Toren. Hinter ihm folgen der singapurische Stürmer Aleksandar Đurić, der Iraker Amjad Radhi und der Brasilianer Rico mit jeweils 32 sowie der Malediver Ali Ashfaq, der Kuwaiter Bader al-Mutawa und der Brasilianer Rogerinho mit je 28 Treffern. Da die Aufstellungen von 2004 bis 2008 nicht hinreichend dokumentiert worden sind, wird auf eine Angabe der Einsätze verzichtet.
Die folgende Tabelle führt alle Spieler mit mindestens 20 Toren auf.
| Rang                        | Nat       | Spieler             | Tore | von  | bis     |
| --------------------------- | --------- | ------------------- | ---- | ---- | ------- |
| 01                          | Jordanien | Mahmoud Shelbaieh   | 34   | 2006 | 2016    |
| 02                          | Singapur  | Aleksandar Đurić    | 32   | 2004 | 2014    |
|                             | Irak      | Amjad Radhi         | 32   | 2011 | –aktiv– |
|                             | Brasilien | Rico                | 32   | 2006 | 2015    |
| 05                          | Malediven | Ali Ashfaq          | 28   | 2004 | –aktiv– |
|                             | Kuwait    | Bader al-Mutawa     | 28   | 2010 | 2015    |
|                             | Brasilien | Rogerinho           | 28   | 2009 | 2015    |
| 08                          | Irak      | Hammadi Ahmad       | 26   | 2016 | –aktiv– |
| 09                          | Libanon   | Mohamad Ghaddar     | 25   | 2005 | 2016    |
| 10                          | Brasilien | Peres               | 23   | 2004 | 2009    |
|                             | Spanien   | Jordi Tarrés        | 23   | 2012 | 2016    |
| 12                          | Jordanien | Hassan Abdel-Fattah | 22   | 2006 | 2017    |
|                             | Tunesien  | Issam Jemâa         | 22   | 2012 | 2014    |
|                             | Nigeria   | Ranti Martins       | 22   | 2006 | 2015    |
| 15                          | Spanien   | Bienvenido Marañón  | 20   | 2016 | –aktiv– |
|                             | Libanon   | Ali Nasseredine     | 20   | 2004 | 2014    |
| Stand: Ende der Saison 2018 |           |                     |      |      |         |

### Torschützenkönige
Erste Torschützenkönige des AFC Cup wurden die Singapurer Indra Sahdan Bin Daud und Egmar Gonçalves mit jeweils sieben Toren in der Saison 2004. Die Rekordmarke von 19 Toren in einer Spielzeit hält der Brasilianer Rico (2013). Insgesamt finden sich unter den bisherigen 23 Torschützenkönigen jeweils vier Brasilianer und Jordanier sowie drei Syrer. Als bisher einziger Spieler wurde der Jordanier Mahmoud Shelbaieh zweimal Torschützenkönig (2006–2007).
Achtmal stammte der Torschützenkönig aus der Siegermannschaft und einmal wurde der Torschützenkönig in derselben Saison auch zum „besten Spieler“ des Wettbewerbs ernannt.
| Saison                                              | Nat            | Spieler               | Verein                    | Tore |
| --------------------------------------------------- | -------------- | --------------------- | ------------------------- | ---- |
| 2004                                                | Singapur       | Indra Sahdan Bin Daud | Home United               | 07   |
| 2004                                                | Singapur       | Egmar Gonçalves       | Home United               | 07   |
| 2005                                                | Jordanien      | Mo’ayyad Salim        | al-Faisaly                | 09   |
| 2006                                                | Jordanien      | Mahmoud Shelbaieh     | al-Wihdat                 | 08   |
| 2007                                                | Jordanien      | Odai al-Saify         | Shabab al-Ordon           | 05   |
| 2007                                                | Libanon        | Mohamad Ghaddar       | Nejmeh Club               | 05   |
| 2007                                                | Jordanien      | Mahmoud Shelbaieh     | al-Wihdat                 | 05   |
| 2008                                                | Brasilien      | Rico                  | Muharraq Club             | 19   |
| 2009                                                | Nigeria        | Robert Akaruye        | Busaiteen Club            | 08   |
| 2009                                                | Vietnam        | Huỳnh Kesley Alves    | Becamex Bình Dương        | 08   |
| 2009                                                | Syrien         | Mohammad al-Hamwi     | al-Karama                 | 08   |
| 2009                                                | Syrien         | Jehad al-Hussain      | al Kuwait SC              | 08   |
| 2010                                                | Brasilien      | Afonso Alves          | al-Rayyan SC              | 09   |
| 2011                                                | Montenegro     | Ivan Bošković         | Nasaf Karschi             | 10   |
| 2012                                                | Irak           | Amjad Radhi           | Erbil SC                  | 09   |
| 2012                                                | Syrien         | Raja Rafe             | al Shorta                 | 09   |
| 2013                                                | Tunesien       | Issam Jemâa           | al Kuwait SC              | 16   |
| 2014                                                | Spanien        | Juan Belencoso        | Kitchee SC                | 11   |
| 2015                                                | Australien     | Daniel McBreen        | South China AA            | 08   |
| 2015                                                | Nordmazedonien | Riste Naumov          | Ayeyawady United          | 08   |
| 2016                                                | Irak           | Hammadi Ahmad         | al-Quwa al-Dschawiya      | 16   |
| 2017                                                | Korea Nord     | Kim Yu-song           | 25. April SC              | 09   |
| 2018                                                | Korea Nord     | An Il-bom             | 25. April SC              | 12   |
| 2019                                                | Spanien        | Bienvenido Marañón    | Ceres-Negros FC           | 10   |
| 2021                                                | Usbekistan     | Husayin Norchayev     | Nasaf Karschi             | 07   |
| 2022                                                | Brasilien      | Pedro Paulo           | Viettel FC                | 05   |
| 2023/24                                             | Brasilien      | Marco Túlio           | Central Coast Mariners    | 08   |
| 2024/25                                             | Iran           | Sardar Azmoun         | Shabab al-Ahli Dubai Club | 09   |
| Gewinner des MVP-Award Siegermannschaft Rekordmarke |                |                       |                           |      |

### Beste Spieler und Fair-Play-Award
Seit der Spielzeit 2008 wird am Ende jeder Saison der MVP-Award an den „besten Spieler“ des Wettbewerbs verliehen. Der Iraker Hammadi Ahmad wurde als einziger Spieler zweimal ausgezeichnet. Mit Ausnahme der Spielzeiten 2013 und 2017 stammte der MVP-Spieler immer aus der Siegermannschaft.
Seit 2011 wird außerdem der Fair-Play-Award verliehen.
| Saison  | Nat           | Spieler                | Verein                 |
| ------- | ------------- | ---------------------- | ---------------------- |
| 2008    | Bahrain       | Mahmood Abdulrahman    | Muharraq Club          |
| 2011    | Turkmenistan  | Artur Geworkýan        | Nasaf Karschi          |
| 2012    | Brasilien     | Rogerinho              | al Kuwait SC           |
| 2013    | Kuwait        | Bader al-Mutawa        | al Qadsia Kuwait       |
| 2014    | Kuwait        | Saif al-Hashan         | al Qadsia Kuwait       |
| 2015    | Malaysia      | Mohd Safiq Rahim       | Johor Darul Ta’zim FC  |
| 2016    | Irak          | Hammadi Ahmad          | al-Quwa al-Dschawiya   |
| 2017    | Tadschikistan | Manutschehr Dschalilow | FC Istiklol            |
| 2018    | Irak          | Hammadi Ahmad          | al-Quwa al-Dschawiya   |
| 2019    | Libanon       | Mehdi Khalil           | al Ahed                |
| 2021    | Bahrain       | Abdulwahab al-Malood   | Muharraq Club          |
| 2022    | Oman          | Eid al-Farsi           | al-Seeb Club           |
| 2023/24 | Brasilien     | Mikael Doka            | Central Coast Mariners |
| 2024/25 | Brasilien     | Caio Lucas             | Sharjah FC             |

| Saison | Verein          |
| ------ | --------------- |
| 2011   | Nasaf Karschi   |
| 2016   | Bengaluru FC    |
| 2017   | Ceres-Negros FC |
| 2019   | al Ahed         |

### Ewige Tabelle
Die Spalte Ø-Punkte gibt die durchschnittlich pro Spiel gewonnene Punktzahl an. Die zwei nachfolgenden nennen die Anzahl der gewonnenen Titel bzw. der Finalteilnahmen. In der dritten Spalte steht der Landesverband, in dem der Verein aktuell spielt. Die vierte Spalte gibt an, wie viele Spielzeiten der Verein schon im AFC Cup gespielt hat.
| Pl.                                       | Verein                | Land      | Jahre | Sp. | S  | U  | N  | T+  | T-  | Diff. | Punkte | Ø-Pkt. | Titel | Finale | erste Teilnahme | letzte Teilnahme |
| ----------------------------------------- | --------------------- | --------- | ----- | --- | -- | -- | -- | --- | --- | ----- | ------ | ------ | ----- | ------ | --------------- | ---------------- |
| 1.                                        | al Kuwait SC          | Kuwait    | 07    | 73  | 44 | 17 | 12 | 161 | 72  | +89   | 149    | 2,04   | 3     | 4      | 2009            | 2015             |
| 2.                                        | al-Faisaly            | Jordanien | 09    | 79  | 39 | 22 | 18 | 129 | 87  | +42   | 139    | 1,76   | 2     | 3      | 2005            | 2018             |
| 3.                                        | al-Wihdat             | Jordanien | 10    | 76  | 38 | 20 | 18 | 146 | 92  | +54   | 134    | 1,76   | 0     | 0      | 2006            | 2017             |
| 4.                                        | Home United           | Singapur  | 09    | 72  | 38 | 10 | 24 | 143 | 114 | +29   | 124    | 1,72   | 0     | 0      | 2004            | 2018             |
| 5.                                        | al Qadsia Kuwait      | Kuwait    | 06    | 59  | 33 | 16 | 10 | 117 | 53  | +64   | 115    | 1,95   | 1     | 3      | 2010            | 2015             |
| 6.                                        | Erbil SC              | Irak      | 06    | 55  | 32 | 13 | 10 | 115 | 52  | +63   | 109    | 1,98   | 0     | 2      | 2009            | 2015             |
| 7.                                        | Nejmeh Club           | Libanon   | 08    | 61  | 28 | 13 | 20 | 89  | 70  | +19   | 97     | 1,59   | 0     | 1      | 2004            | 2017             |
| 8.                                        | Muharraq Club         | Bahrain   | 06    | 51  | 28 | 11 | 12 | 90  | 60  | +30   | 95     | 1,86   | 1     | 2      | 2006            | 2017             |
| 9.                                        | Tampines Rovers       | Singapur  | 10    | 70  | 26 | 10 | 34 | 103 | 118 | −15   | 88     | 1,26   | 0     | 0      | 2005            | 2018             |
| 10.                                       | al-Dschaisch          | Syrien    | 08    | 56  | 23 | 18 | 15 | 58  | 47  | +11   | 87     | 1,55   | 1     | 1      | 2004            | 2018             |
| 11.                                       | South China AA        | Hongkong  | 07    | 54  | 26 | 8  | 20 | 98  | 78  | +20   | 86     | 1,59   | 0     | 0      | 2008            | 2016             |
| 12.                                       | Johor Darul Ta’zim FC | Malaysia  | 05    | 43  | 25 | 6  | 12 | 88  | 49  | +39   | 81     | 1,88   | 1     | 1      | 2009            | 2018             |
| 13.                                       | al Ahed               | Libanon   | 08    | 56  | 23 | 9  | 24 | 98  | 99  | −1    | 78     | 1,39   | 0     | 0      | 2005            | 2018             |
| 14.                                       | al-Quwa al-Dschawiya  | Irak      | 03    | 34  | 22 | 10 | 2  | 60  | 28  | +32   | 76     | 2,24   | 3     | 3      | 2016            | 2018             |
| 15.                                       | Kitchee SC            | Hongkong  | 06    | 47  | 22 | 9  | 16 | 79  | 54  | +25   | 75     | 1,6    | 0     | 0      | 2008            | 2016             |
| 16.                                       | Safa SC Beirut        | Libanon   | 06    | 44  | 21 | 7  | 16 | 58  | 54  | +4    | 70     | 1,59   | 0     | 1      | 2008            | 2017             |
| 17.                                       | Bengaluru FC          | Indien    | 04    | 37  | 20 | 4  | 13 | 53  | 42  | +11   | 64     | 1,73   | 0     | 1      | 2015            | 2018             |
| 18.                                       | New Radiant           | Malediven | 09    | 61  | 18 | 10 | 33 | 68  | 104 | −36   | 64     | 1,05   | 0     | 0      | 2005            | 2018             |
| 19.                                       | al-Wahda              | Syrien    | 06    | 44  | 16 | 11 | 17 | 61  | 56  | +5    | 59     | 1,34   | 0     | 1      | 2004            | 2018             |
| 20.                                       | Chonburi FC           | Thailand  | 03    | 29  | 18 | 4  | 7  | 63  | 34  | +29   | 58     | 2      | 0     | 0      | 2009            | 2012             |
| Stand: Nach dem Finale der Spielzeit 2018 |                       |           |       |     |    |    |    |     |     |       |        |        |       |        |                 |                  |